# Ritratto d'uomo Bristol
Il Ritratto d'uomo Bristol è un dipinto a olio su tela (77,4x63,5 cm) attribuito a Tiziano, databile al 1515 e conservato nelle collezioni del duca di Bristol a Ickworth, nei pressi di Bury St Edmunds (Suffolk).

## Storia e descrizione
L'opera, in cattivo stato di conservazione, venne assegnato sia a Giorgione che a Palma il Vecchio e ignorato da Suida e Tietze finché Pallucchini e Berenson non lo attribuirono a Tiziano, e con tale nome fu esposto a Londra (1930 e 1960) e a Venezia (1955). Sebbene l'invenzione appaia pienamente tizianesca, l'alto grado di ridipintura impedisce di sciogliere le riserve sull'attribuzione, tanto che Pallucchini parlò poi di copia da un originale perduto del maestro.
Un giovane a mezza figura è ritratto voltato col busto verso sinistra, ma la testa guarda lo spettatore di tre quarti, con un sottile gioco psicologico. Indossa un'ampia casacca nera ed ha barba e capelli lunghi, secondo la moda dell'epoca.
Sullo sfondo si scorge appeso alla parete un rilievo all'antica a forma di clipeo.